# 達馬特·穆罕默德·阿里帕夏
達馬特·穆罕默德·阿里帕夏（1813年－1868年）是鄂圖曼帝國的一名政治人物與外交官。他在1852年10月3日至1853年5月14日的克里米亚战争前夕，擔任帝國的大維齊爾 。其跟隨穆罕默德·福阿德帕夏、穆罕默德·艾明·阿里帕夏和穆斯塔法·雷希德帕夏等人革新的腳步，為推動帝國坦志麦特的主要改革者之一。
穆罕默德·阿里出生於黑海沿岸的城市赫姆欣（位於現今土耳其境內），擁有赫姆辛人的血統，為伊斯坦堡一家商店老闆的兒子，他曾在鄂圖曼帝國的翻譯機關任職，直到其在26歲時被任命為鄂圖曼帝國駐英国的大使。由於他與蘇丹馬哈茂德二世的女兒阿蒂爾蘇丹公主結婚，因此獲得達馬特（意為駙馬）的頭銜，成為鄂圖曼王朝的一員。

## 延伸閱讀
- Inalcik, Halil. . Istanbul: Eren. 1998. ISBN 975-7622-58-3.

| 官衔                            | 官衔                              | 官衔                       |
| ------------------------------- | --------------------------------- | -------------------------- |
| 前任者： 穆罕默德·艾明·阿里帕夏 | 鄂圖曼帝國大維齊爾 1852年－1853年 | 繼任者： 穆斯塔法·奈利帕夏 |